# هنري لورانس
هنري لورانس (بالإنجليزية: Henry Lawrence)‏ هو لاعب كرة قدم أمريكية أمريكي، ولد في 26 سبتمبر 1951 في دانفيل في الولايات المتحدة.

## وصلات خارجية
- هنري لورانس على موقع مرجع كرة القدم المحترفة.كوم (الإنجليزية)
- هنري لورانس على موقع قاعة فلوريدا للمشاهير الرياضية (الإنجليزية)
- هنري لورانس على موقع IMDb (الإنجليزية)
- هنري لورانس على موقع كينوبويسك (الروسية)